# 自動車評論
自動車評論（じどうしゃひょうろん）とは、自動車について批評（評論）することである。
自動車の評論家は「自動車評論家」「モータージャーナリスト」などと呼ばれる。

## 概要
一般に自動車評論というと、市販車のドライブインプレッションなど、車そのものの評価・評論を行う（狭義の「自動車評論」）だけでなく、自動車メーカーの今後の動向の分析・解説（近年では自動車メーカーの巨大化に伴い、内容はむしろ経済評論に近づいている）、自動車に関わる行政の動きや警察の取締体制などに対する評価・批判、さらにはいわゆるモータースポーツにおけるドライビングテクニックやチーム・ドライバーの評価等を含むものと解されている。特に「モータージャーナリスト」を名乗る場合は、狭義の自動車評論以外の記事をメインに執筆している者を指すことが多い。

## 自動車評論家
- Category:自動車評論家
- Category:日本の自動車評論家